# Estreito de Bellot

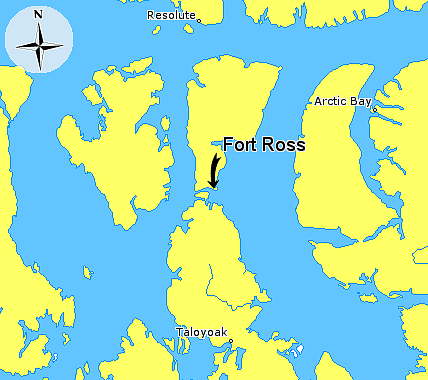
Mapa que indica Fort Ross, na ilha Somerset, na parte oriental do estreito de Bellot.

O estreito de Bellot é um estreito que separa a ilha Somerset da Península de Boothia, no território autónomo de Nunavut, Canadá, e que se situa a oeste do estreito do Príncipe Regente. Tem 35 km de comprimento e pelo menos 1 km de largura.
Foi descoberto em 1852 numa expedição comandada pelo capitão William Kennedy, que lhe deu o nome do tenente Joseph-René Bellot, que o acompanhava nessa expedição em busca do explorador desaparecido John Franklin.